# The Astral Sleep
The Astral Sleep (česky astrální spánek) je druhé studiové album švédské kapely Tiamat. Vydáno bylo v roce 1991 hudebním vydavatelstvím Century Media Records, nahráno v dortmundském studiu Woodhouse. Kapela do něj zakomponovala doomové prvky, není to již čistě deathové album jako jejich prvotina Sumerian Cry z roku 1990.

## Seznam skladeb
1. "Neo Aeon (Intro)" – 2:09
2. "Lady Temptress" – 3:44
3. "Mountain of Doom" – 4:36
4. "Dead Boys' Choir" – 1:53
5. "Sumerian Cry (Part III)" – 5:15
6. "On Golden Wings" – 4:59
7. "Ancient Entity" – 6:15
8. "The Southernmost Voyage" – 3:12
9. "Angels Far Beyond" – 4:41
10. "I Am the King (...of Dreams)" – 4:33
11. "A Winter Shadow" – 5:24
12. "The Seal (Outro)" – 1:52
13. "A Winter Shadow" (remixovaná bonusová skladba na reedici z r. 2006) – 5:25
14. "Ancient Entity" (remixovaná bonusová skladba na reedici z r. 2006) – 5:54

## Sestava
- Johan Edlund - kytara, vokály
- Thomas Petersson - kytara
- Jörgen Thullberg - baskytara
- Niklas Ekstrand - bicí